# Eduard von Selmnitz
Friedrich Eugen Karl Eduard von Selmnitz (* 7. März 1790 in Ilmenau; † 16. Juni 1838 in Dresden) war ein sächsischer Offizier und Begründer einer auf wissenschaftlicher Grundlage und auf festen Regeln beruhenden Bajonettfechtkunst.

## Leben
Selmnitz trat am 6. Juli 1804 als Kadett in das Infanterieregiment „von Ryssel“ der Sächsischen Armee und avancierte am 7. Mai 1807 zum Fähnrich. Er beteiligte sich 1806 am Vierten und 1809 am Fünften Koalitionskrieg. Im gleichen Jahr stieg er zum Leutnant auf und wurde 1810 in das Infanterie-Regiment „Prinz Clemens“ versetzt. Vor dem Beginn des Russlandfeldzuges an der Seite der französischen Armee, wurde Slemnitz am 8. Juni 1812 zum Oberleutnant befördert. Auch 1813 kämpfte er mit seinem Regiment weiterhin mit den Franzosen, konnte sich in der Schlacht bei Dennewitz bewähren und wurde mit dem Kreuz der Ehrenlegion ausgezeichnet.
Nachdem das Königreich Sachsen während der Völkerschlacht bei Leipzig Mitte Oktober 1813 auf die alliierte Seite gewechselt war, kam Selmnitz mit seinem Regiment im weiteren Kriegsverlauf gegen Frankreich zum Einsatz. Im Dezember 1813 wurde er in das 2. leichte Infanterie-Regiment und 1815 in das 2. Linien-Infanterie-Regiment „Prinz Maximilian“ versetzt. Nach dem zweiten Pariser Frieden verblieb er mit den zu den Besatzungsheeren gehörenden sächsischen Truppen in Frankreich. Dort erlernte Selmnitz in der Bretagne und der Normandie das in der Blüte stehende Fechten. Er selbst wurde ein Schüler der dortigen Meister und kam dadurch auf den Gedanken, die Verwendung der Stoßwaffe derjenigen Truppe, welcher er selbst angehörte, des Bajonettgewehres der Infanterie, nach einer auf durchdachten Grundsätzen beruhenden Weise zu lehren.
Am 7. August 1820 wurde er zum aggregierten Hauptmann befördert und 1821 in das 3. Schützen-Bataillon versetzt. 1823 folgte eine Verwendung als Kompaniechef im 2. Schützen-Bataillon. Das in seiner Kompanie angewandte Verfahren wurde zunächst bei der leichten und ab 1823 bei der gesamten Infanterie als förmlicher Dienstzweig eingeführt und fand so seinen Weg in die Heere der anderen Staaten. 1835 wurde Selmnitz erneut in das 2. Linien-Regiment „Prinz Maximilian“ versetzt. 1838 verstarb er im Garnisonslazarett in Dresden.